# Генрих II де Люксембург-Линьи
Генрих II де Люксембург-Линьи (фр. Henri II de Luxembourg-Ligny; ум. 14 июля 1303) — сеньор де Линьи.
Сын Валерана I де Люксембурга, сеньора де Линьи, и Жанны де Бовуар.
В 1288 году, после гибели отца в битве при Воррингене, унаследовал сеньорию Линьи.
В марте 1297 года сделал дарение декану и капитулу Линьи, подтвердив его в 1300 году.
После того, как граф Бара Генрих III, взятый в плен во время англо-французской войны, был вынужден в 1301 году принести Филиппу IV Красивому тесный оммаж за все феодальные держания, которые зависели от него на французской стороне Мёза, сеньория Линьи впервые вошла в орбиту французского влияния.
Погиб в бою. Был холост, и сеньория отошла к его младшему брату Валерану II де Люксембургу.